# FC Ufa
El FC Ufa (en ruso: ФК «Уфа», en bashir: футбол клубы «Өфө») es un club de fútbol ruso de la ciudad de Ufá. Fue fundado el 23 de diciembre de 2010 sobre la base del FC Bashinformsvyaz-Dynamo Ufa y disputa sus partidos como local en el Estadio Neftyanik. En la temporada 2013-14 el equipo logró el ascenso, por primera vez en su historia, a la Liga Premier de Rusia.

## Historia
Durante el verano de 2010, Rustem Khamitov, el segundo Presidente de la República de Bashkortostán, comenzó a estudiar la creación de un club de fútbol con la intención de representar a la ciudad de Ufá y la República en la Liga Premier de Rusia.
El FC Ufa fue fundado 23 de diciembre de 2010 sobre la base del FC Bashinformsvyaz Dynamo-Ufa, el principal equipo de la ciudad entonces que jugaba en la Liga de Fútbol Profesional de Rusia, el tercer nivel del sistema de la liga de fútbol de Rusia. El entrenador del equipo fue Andrei Kanchelskis y él se le encargó de ascender al club a la Primera División, el segundo nivel en el sistema de ligas ruso.

### Debut profesional (2011-2012)
El primer partido oficial del club fue contra el FC Syzran-2003 en la segunda ronda de la Copa de Rusia, que después de empatar, el Ufa perdió en los penaltis. El debut del FC Ufa en competición de liga fue el 24 de abril de 2011 con un partido en casa ante el FC Tyumen, al que venció por 3-1, con un hat-trick de Konstantin Ionov para los locales.
Al final de esa misma temporada, el Ufa llegó al final del campeonato igualado con el FC Neftekhimik Nizhnekamsk en la cima de la tabla con 86 puntos. Sin embargo, perdieron el partido que les enfrentó ante el propio Nefthekhimik en el estadio Dynamo, por lo que sus rivales se hicieron con el goal average particular y el Ufa no pudo ascender.
Sin embargo, el Dynamo Bryansk no cumplió con los requisitos de licencias para la temporada 2012-13 del Campeonato Nacional y quedó un puesto vacante, que fue a parar al Ufa, que era uno de los subcampeones de grupo y logró ascender al Campeonato Nacional.

### Rápido ascenso a Liga Premier (2012-2014)
El debut del FC Ufa en la Primera división fue un éxito, ya que su distancia de 48 puntos permitió que terminaran la temporada en la sexta posición, a sólo cuatro puntos del último lugar en los playoffs de promoción.
La temporada siguiente aún fue mejor para el Ufa, ya que el club logró mejorar su anterior resultado al terminar en cuarta posición, lo que les permitió disputar el playoff de promoción contra el Tom Tomsk, que terminó su campaña en la Liga Premier de Rusia en la decimotercera posición.
El 18 de mayo de 2014, el equipo recibió al Tom en el estadio Dynamo para el partido de ida del playoff y el Ufa logró una histórica goleada sobre el Tom por 5-1, con una destacada actuación del capitán del equipo Dmitri Golubov, que marcó cuatro goles. El partido de vuelta se disputó cuatro días más tarde en Tomsk, en el que el Tom venció al Ufa por 3-1; un resultado insuficiente para remontar y que permitió al equipo rojo ascender por primera vez en su historia a la Liga Premier de Rusia, tres temporadas después de haber estado compitiendo en el tercer nivel del fútbol ruso.

## Participación en competiciones de la UEFA
| Temporada | Torneo             | Ronda              | Club               | Casa | Visita | Global  |
| --------- | ------------------ | ------------------ | ------------------ | ---- | ------ | ------- |
| 2018–19   | UEFA Europa League | 2.ª Clasificatoria | Domžale            | 0–0  | 1–1    | 1–1 (a) |
| 2018–19   | UEFA Europa League | 3.ª Clasificatoria | Progrès Niederkorn | 2–1  | 2–2    | 4–3     |
| 2018–19   | UEFA Europa League | Playoff            | Rangers            | 1–1  | 0−1    | 1–2     |